# Hibiscus elongatifolius
Hibiscus elongatifolius är en malvaväxtart som beskrevs av Bénédict Pierre Georges Hochreutiner. Hibiscus elongatifolius ingår i Hibiskussläktet som ingår i familjen malvaväxter. Inga underarter finns listade i Catalogue of Life.